# Henry Willson
Henry Leroy Willson (* 31. Juli 1911 in Lansdowne, Pennsylvania; † 2. November 1978 in Woodland Hills, Kalifornien) war ein US-amerikanischer Hollywood-Agent. Er wurde bekannt für die Schar junger Männer, die er managte: Rock Hudson, Tab Hunter, Chad Everett, Robert Wagner, Nick Adams, Guy Madison, Troy Donahue, Mike Connors, Rory Calhoun, John Saxon, Yale Summers, Clint Walker, Doug McClure, Dack Rambo, Ty Hardin und John Derek. Er war aber auch an der Karriere von Schauspielerinnen wie Rhonda Fleming und Lana Turner maßgeblich beteiligt.

## Leben
Willson wurde in eine Familie aus Pennsylvania hineingeboren, die bereits im Showgeschäft arbeitete. Sein Vater war Vizepräsident der Columbia Phonograph Company und schließlich ab 1922 deren Präsident. Willson kam in Kontakt zu vielen Broadwaytheater-, Opern- und Vaudevilledarstellern. Will Rogers, Fanny Brice und Fred Stone gehörten nach dem Umzug nach Forest Hills, einem gehobenen Viertel im Borough Queens in New York City, zu den Freunden der Familie.
Da sein Vater wegen seines Interesse an Stepptanz besorgt war, schrieb er seinen Sohn an der Asheville School in North Carolina ein, da er hoffte, dass die vielen Mannschaftssportarten und die rauen Wochenendaktivitäten wie Klettern und Backpacking einen guten Einfluss auf ihn hätten. Später besuchte er die Wesleyan University in Middletown, Connecticut. Während dieser Zeit verbrachte er seine Wochenenden in Manhattan, wo er eine wöchentliche Klatschkolumne für die Variety schrieb.

### Hollywood
1933 reiste Willson mit einem Dampfschiff über den Panamakanal nach Hollywood. An Bord pflegte er seine Freundschaft mit Bing Crosbys Ehefrau, Dixie Lee, die ihn der Hollywoodelite vorstellte und ihm einen Job bei Photoplay verschaffte, wo er in seinem ersten Artikel über den neugeborenen Gary Crosby schrieb. Er begann auch für The Hollywood Reporter und das New Movie Magazine zu schreiben, außerdem wurde er Junior-Agent bei Joyce & Polimer Agency. Privat zog er in ein von seinem Vater gekauftem Haus in Beverly Hills und wurde Stammgast in einer Schwulenbar am Sunset Strip. Dort wurde er von jungen Männern aus persönlichen und beruflichen Gründen umworben. Einer seiner ersten Kunden und angeblichen Liebhaber wurde Junior Durkin, dessen vielversprechende Karriere mit seinem Tod am 4. Mai 1935 durch einen Autounfall endete.
Willson trat der Agentur von Zeppo Marx bei, wo er sich um die jungen Talente Marjorie Bell, Jon Hall und William T. Orr kümmerte. 1937 wurde er auf Julia Turner aufmerksam, eine Schülerin an der Hollywood High School, er gab ihr den Künstlernamen Lana Turner und vermittelte ihr erste kleine Filmrollen. Ihren Durchbruch hatte sie mit Mervyn LeRoy von Warner Brothers. Ebenfalls von Wilsson an der Hollywood High School entdeckt wurde die Schauspielerin Rhonda Fleming. 1943 engagierte David O. Selznick Willson als Chef der Talentabteilung seiner neugegründeten Vanguard Pictures. Bei Selznicks nächstem Projekt, dem Heimatfront-Drama Als du Abschied nahmst mit Claudette Colbert, Jennifer Jones und Shirley Temple, besetzte Willson auch seine eigenen Entdeckungen Guy Madison, Craig Stevens und John Derek (angekündigt als Dare Harris) in kleinen Nebenrollen.
Willson eröffnete schließlich selbst eine eigene Talentagentur, in der er seine Entdeckungen förderte und im Austausch für Werbe- und Filmrollen in zumindest einigen Fällen zu sexuellen Beziehungen zwang. Vielen seiner Schauspieler gab er markant klingende Künstlernamen und ließ sie mit geschickten Werbemethoden in Filmmagazinen auftreten, etwa oberkörperfrei im Beefcake.
Sein prominentester Kunde war Rock Hudson, den er von einem ungeschickten, naiven, in Chicago geborenen Lastwagenfahrer namens Roy Scherer zu einem der beliebtesten Männer Hollywoods verwandelte. Die beiden arbeiteten bis 1966 professionell zusammen. 1955 drohte das Magazin Confidential mit der Veröffentlichung von Hudsons heimlich gelebter Homosexualität. Willson gab daraufhin Informationen über Rory Calhouns Gefängnisaufenthalt und Tab Hunters Verhaftung bei einer Schwulenparty bekannt. Daraufhin wurde auf den Abdruck der Hudsongeschichte verzichtet. Auf Drängen von Willson heiratete Hudson dessen Sekretärin, Phyllis Gates, um Gerüchte zu entkräften und dessen Machoimage aufrechtzuerhalten. Das Zweckbündnis hielt aber nur drei Jahre.

“talent agent Henry Willson... had a singular knack for discovering and renaming young actors whose visual appeal transcended any lack of ability. Under his tutelage, Robert Mosely became Guy Madison, Orison Whipple Hungerford Jr. was renamed Ty Hardin, Arthur Gelien was changed to Tab Hunter, and Roy Scherer turned into Rock Hudson. So successful was the beefcake aspect of this enterprise, and so widely recognized was Willson’s sexuality, that it was often, and often inaccurately, assumed that all of his clients were gay.”

„Der Talentagent Henry Willson … hatte ein einzigartiges Talent junge Schauspieler zu entdecken und umzubenennen, deren äußerliche Anziehungskraft jeden Mangel an Schauspielfertigkeiten mehr als ausglich. Robert Mosely wurde zu Guy Madison, Orison Whipple Hungerford Jr. zu Ty Hardin, Arthur Gelien zu Tab Hunter und Roy Scherer zu Rock Hudson. So erfolgreich war die Beefcake-Aspekt dieses Unternehmens und so bekannt Willsons Sexualität, dass oft fälschlericherweise angenommen wurde, dass alle seine Klienten schwul waren.“

“some of the would-be actors Willson represented were heterosexual, but a disproportionate number were homosexual, bisexual, or ‘co-operated’ with Willson ‘to get gigs,’ in the observation of (...) Bobby Hyatt. ...”

„einige der werdenden Schauspieler, die Willson repräsentierte waren heterosexuell, aber eine unverhältnismäßig große Zahl waren homosexuell, bisexuell oder „kooperierten“ mit Willson um Rollen zu bekommen, wie Bobby Hyatt [Schauspieler, 1939–2007] bemerkte.“

“if a young, handsome actor had Henry Willson for an agent, ‘it was almost assumed he was gay, like it was written across his forehead’”

„Wenn ein junger, gut aussehender Schauspieler Henry Willson als Agenten hatte, wurde beinahe angenommen, dass er schwul ist, als ob es auf seiner Stirn gestanden hätte.“

### Späte Jahre und Tod
Im Alter kämpfte Willson mit Abhängigkeit von Alkohol und anderen Drogen, außerdem Paranoiavorstellungen und Gewichtsproblemen. Als seine Homosexualität öffentlich wurde, distanzierten sich viele seiner Klienten, sowohl schwule als auch heterosexuelle, von ihm aus Angst, sie könnten mit ihm geächtet werden. 1974 zog der arbeitslose und mittellose Agent in das Motion Picture & Television Country House and Hospital, wo er bis zu seinem Tod durch Leberzirrhose lebte. Da am Ende seines Lebens kein Geld für einen Grabstein vorhanden war, wurde er in einem Grab ohne Gedenkstein im Valhalla Memorial Park Cemetery in North Hollywood, Kalifornien, bestattet.

### Nachwirken
In der US-amerikanischen Fernsehserie Hollywood (2020), die u. a. die Themen Rassismus, Sexismus und Homophobie in der Traumfabrik der 1940er-Jahre aufgreift, wird Henry Willson in einer Nebenrolle vom Darsteller Jim Parsons verkörpert.